# Doleschallia cethega
Doleschallia cethega är en fjärilsart som beskrevs av Hans Fruhstorfer 1912. Doleschallia cethega ingår i släktet Doleschallia och familjen praktfjärilar. Inga underarter finns listade i Catalogue of Life.